# مرگ‌ومیر کودکان

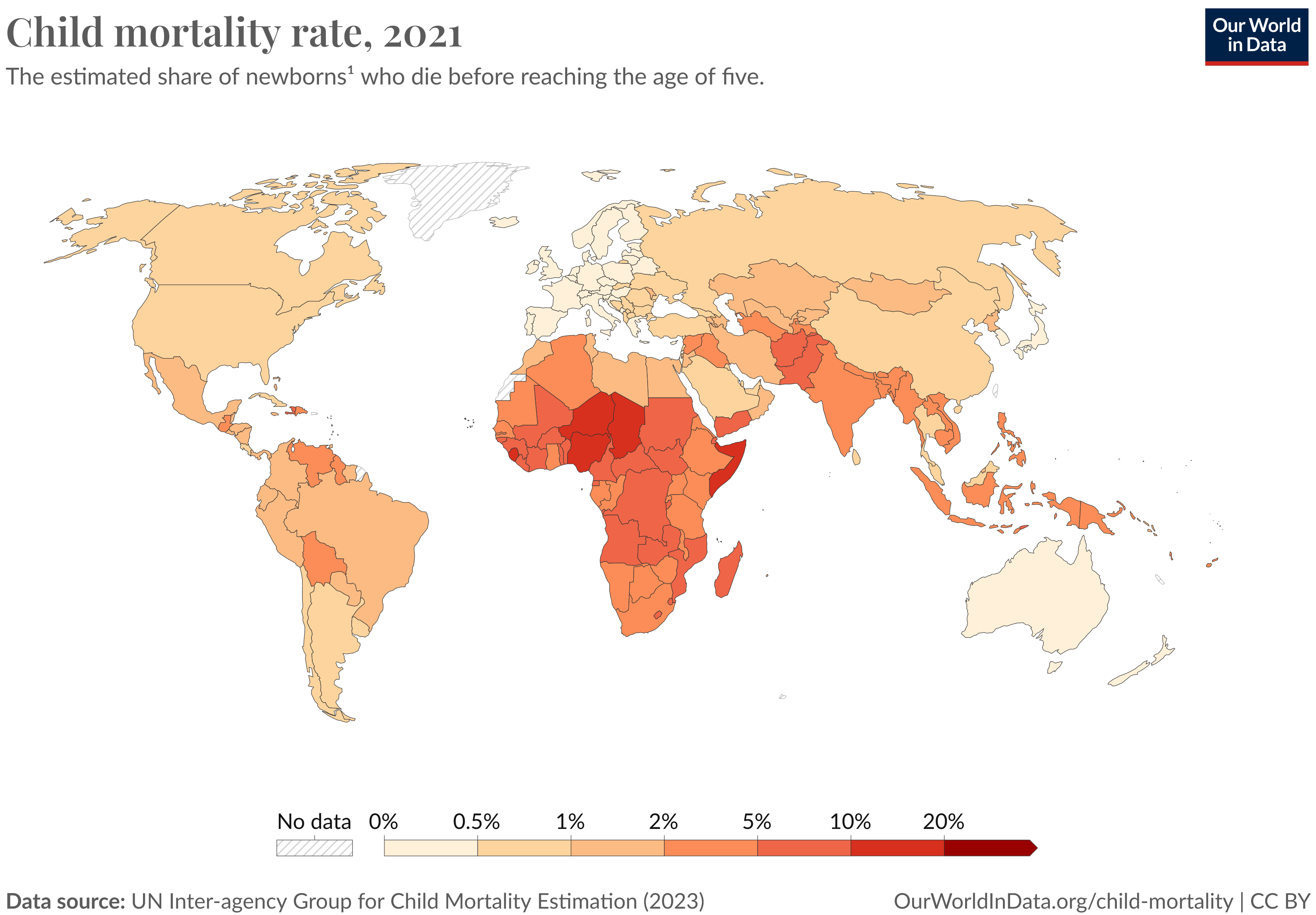
نقشه مرگ و میر کودکان در جهان (2021)

مرگ‌ومیر کودکان یک شاخص بهداشتی است که میزان مرگ نوزادان و کودکان کمتر از ۵ سال را نشان می‌دهد.
شاخص مرگ‌ومیر کودکان از تقسیم تعداد مرگ‌ومیر افراد کمتر از پنج سال یک جامعه در طول یک سال به تعداد جمعیت زیر پنج سال آن جامعه در همان سال به دست می‌آید و حاصل آن در ۱۰۰۰ ضرب می‌شود. این شاخص نشان می‌دهد که از هر هزار کودک زنده به دنیا آمده چند نفر پیش از رسیدن به پنج سالگی می‌میرند.
در سال ۲۰۰۷ حدود ۹٫۲ میلیون کودک کمتر از ۵ سال درگذشتند که نسبت به سال قبل حدود ۵۰۰ هزار و نسبت به سال ۱۹۹۰ حدود ۳ میلیون و ۵۰۰ هزار کاهش داشته‌است. نیمی از این مرگ‌ومیر در آفریقا رخ می‌دهد.
بر پایه برآورد یونیسف با صرف ۱ میلیارد دلار در هر سال می‌توان ۱ میلیون کودک را از مرگ نجات داد. کاهش مرگ و میر کودکان چهارمین هدف سند توسعه هزاره سازمان ملل متحد است.